# Mouvements étudiants de l'automne 1994 en Belgique
Durant l'automne 1994, la Belgique francophone connaît une des plus grandes colère étudiante de son histoire. En cause, le décret « Lebrun », qui vise à fusionner les nombreuses écoles supérieures non-universitaires. C’est le paroxysme d’une mobilisation de près d’un an. Les conséquences seront importantes pour le mouvement étudiant belge, notamment pour la Fédération des étudiants francophones (FEF).

## Histoire d’une mobilisation
Le 2 novembre 1993, le ministre Michel Lebrun présente un projet de décret, intitulé « réformer pour mieux former ». Le projet, qui devait entrer une ligne de compte pour la rentrée 1994, atteint les oreilles de la Fédération des étudiants francophones (FEF) de Pierre Verbeeren, qui critique lourdement le projet. Les mobilisations ne se font pas attendre. Un peu plus d’un mois plus tard, le 22 décembre, un millier d’étudiants appelés par le « Conseil des étudiants francophones de type long » (CEFTYL), manifeste à Bruxelles. En Flandre, c’est 15 000 étudiants du type long qui marchent à Gand. Dès le mois de mars, la FEF lance une campagne d’information.
Le mouvement, commencé sur des chapeaux de roues, se prolonge jusqu’à la fin avril. Aux appels de la FEF et de différentes coordinations locales, des manifestations ont lieu à Liège (3000 étudiants le 30 avril). L’ULB et d’autres écoles supérieures sont en grève. Une manifestation de 3500 personnes a lieu le 5 mai à Bruxelles. En Flandre, le décret sera voté le 12 juillet, et sa mise en application commencera dès le mois de septembre. Dans les régions francophones, il en va tout autrement. Le vote aura lieu le 20 octobre.
La FEF envoie ses doléances au Conseil de la Communauté le 7 octobre. Dès le 10, les étudiants marchent en ordre dispersé dans les villes francophones. Mais le 18 octobre, c’est 25 000 étudiants
qui sont dans les rues de Bruxelles. La majorité propose des amendements au décret. Un premier arrêté sort le 27, alors que 30 000 étudiants marchent à Liège. De fait, le décret est
annoncé suspendu au soir du 31 octobre. Les pavés éclatent les vitres du PSC liégeois. Le retrait du décret est exigé, et non quelques amendements concertés. 
Sans se décourager, les étudiants continuent leurs actions : le 5 novembre, c’est 15 000 étudiants qui sont rassemblés à Mons. L’ULB est en grève.  Le 7 novembre, c’est 1000 étudiants à Liège et 3000 à Mons. Le décret est suspendu, et un projet de conception de décret concerté est posé :des Assises de l’enseignement.
Les actions continuent. Le 8, les étudiants murent le Ministère des Finances à Liège. Les mots des ministères ne convainquent pas : 30 000 étudiants s’emparent de Namur le 9, avec pour revendications le retrait intégral. Les étudiants finissent par accepter de négocier un nouveau décret, le 12 novembre. Le décret original est suspendu, et sera longuement discuté lors de futures Assises, début 1995. Dans l’immédiat, un décret imposant la concertation des étudiants, nommé « décret du 27 octobre 1994 ». Les conclusions des Assises seront déposées le 15 avril.

## Conséquences
La mobilisation étudiante eu des conséquences à long terme en marquant le paysage de l’enseignement supérieur belge francophone
En terme direct, le mouvement d’opposition se soldera par l’intégration des étudiants à la réécriture du décret. Les étudiants, devenus partie prenante, seront à la base des regroupements sur base des projets pédagogiques des écoles. Les volontés de participation des étudiants, parti pris de la FEF des années 90 seront rencontrées. La recherche de démocratisation de l’enseignement, elle aussi chère à la FEF de l’époque, se cristallise dans la nouvelle ligne budgétaire sociale pour les hautes écoles.
De manière plus indirecte, les conséquences seront très importantes. La participation, comme revendication sortie tout droit du corpus idéologique de la FEF, devient un modèle dans de nombreuses écoles supérieures, où les directions n’attendent pas de législation pour offrir sièges et moyens aux organisations étudiantes. C’est aussi un moment décisif pour la structuration du mouvement. La FEF, d’acteur majeur, passe au véritable statut de monopole du mouvement étudiant francophone, a fortiori à travers la pratique de plus en plus courante de la participation.